# Aechmea gamosepala
Aechmea gamosepala é uma espécie de planta da família das bromeliáceas. Típica da Mata Atlântica do sul do Brasil (SP, PR, SC e RS) e do norte da Argentina. É muito usada como planta ornamental.
Esta espécie perene é citada em Flora Brasiliensis de Carl Friedrich Philipp von Martius.

## Sinônimos
- Ortgiesia gamosepala (Wittm.) L.B.Sm. & W.J.Kress)[2]